# ستيوارت كالاغان
ستيوارت كالاغان (بالإنجليزية: Stuart Callaghan)‏ هو لاعب كرة قدم بريطاني، ولد في 20 يوليو 1976 في Calderbank ‏ في المملكة المتحدة. لعب مع نادي بريتشين سيتي ونادي لينفيلد وهارت أوف ميدلوثيان وهاميلتون أكاديميكال.

## وصلات خارجية
- ستيوارت كالاغان على موقع قاعدة بيانات كرة القدم.إي يو (الإنجليزية)
- ستيوارت كالاغان على موقع Soccerbase.com (لاعب) (الإنجليزية)